# 王嶠
王 嶠（おう きょう、生没年不詳）は、中国の東晋の官僚。字は開山。本貫は太原郡晋陽県。

## 経歴
北軍中候の王佑の子として生まれた。若くして并州や司州に召されたが、官に就かなかった。永嘉末年、ふたりの弟を連れて戦乱を避けて長江を南に渡った。琅邪王司馬睿は建業に駐屯すると、王嶠兄弟を厚く遇した。ほどなく王嶠は参世子東中郎軍事とされたが、就任しなかった。愍帝により著作郎に任じられ、また南陽王司馬保にも招かれたが、交通の困難を理由に行かなかった。琅邪王司馬睿が丞相となると、王嶠は水曹属となり、長山県令に任じられた。太子中舎人に転じたが、病を理由に受けなかった。王敦に請われて参軍となり、九原県公の爵位を受けた。
王敦が石頭にいたとき、蔡洲の荻を私的に伐採することを禁止しようとした。人々は王敦の権勢を恐れて、異議を挟もうとしなかったが、ひとり王嶠が異論を唱えた。また王敦が周顗と戴若思を殺害しようとしたとき、王嶠はこれを諫めた。王敦は激怒して、王嶠を斬ろうとしたが、謝鯤の取りなしで赦免された。王嶠はなおも王敦に憎まれて、領軍長史として出された。王敦の乱の平定後、王嶠は中書侍郎に任じられ、大著作を兼ねるよう命じられたが、固辞した。越騎校尉に転じ、短い間に吏部郎・御史中丞・秘書監を歴任し、本州大中正を兼ねた。咸和初年、廬陵郡太守に任じられた。ほどなく在官のまま死去した。諡は穆といった。
子の王淡が後を嗣ぎ、右衛将軍・侍中・中護軍・尚書・広州刺史を歴任した。

## 伝記資料
- 『晋書』巻75 列伝第45